# Zamach w Sarajewie

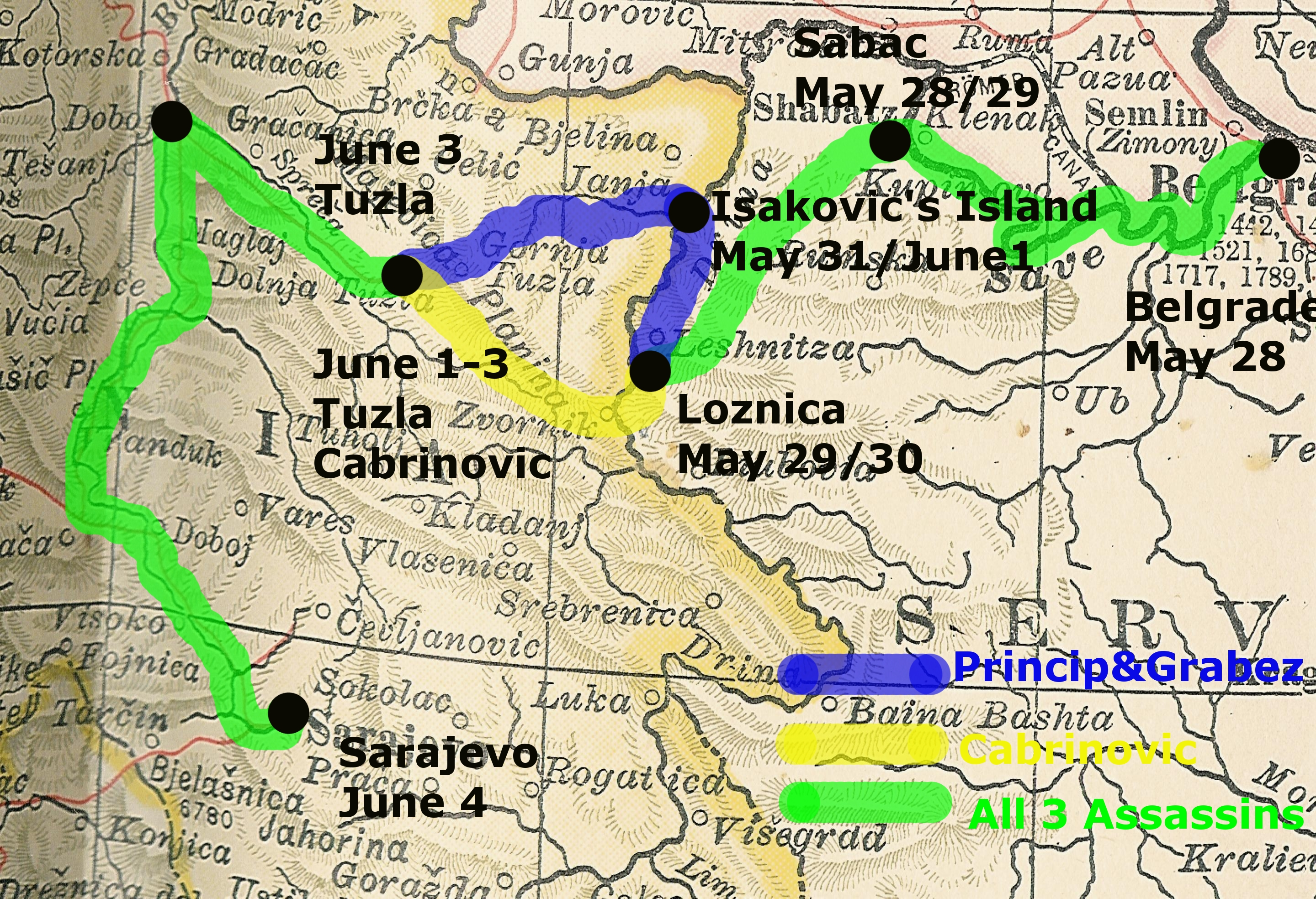
Mapa przedstawiająca trasę zamachowców z Belgradu do Sarajewa, maj-czerwiec 1914 r.

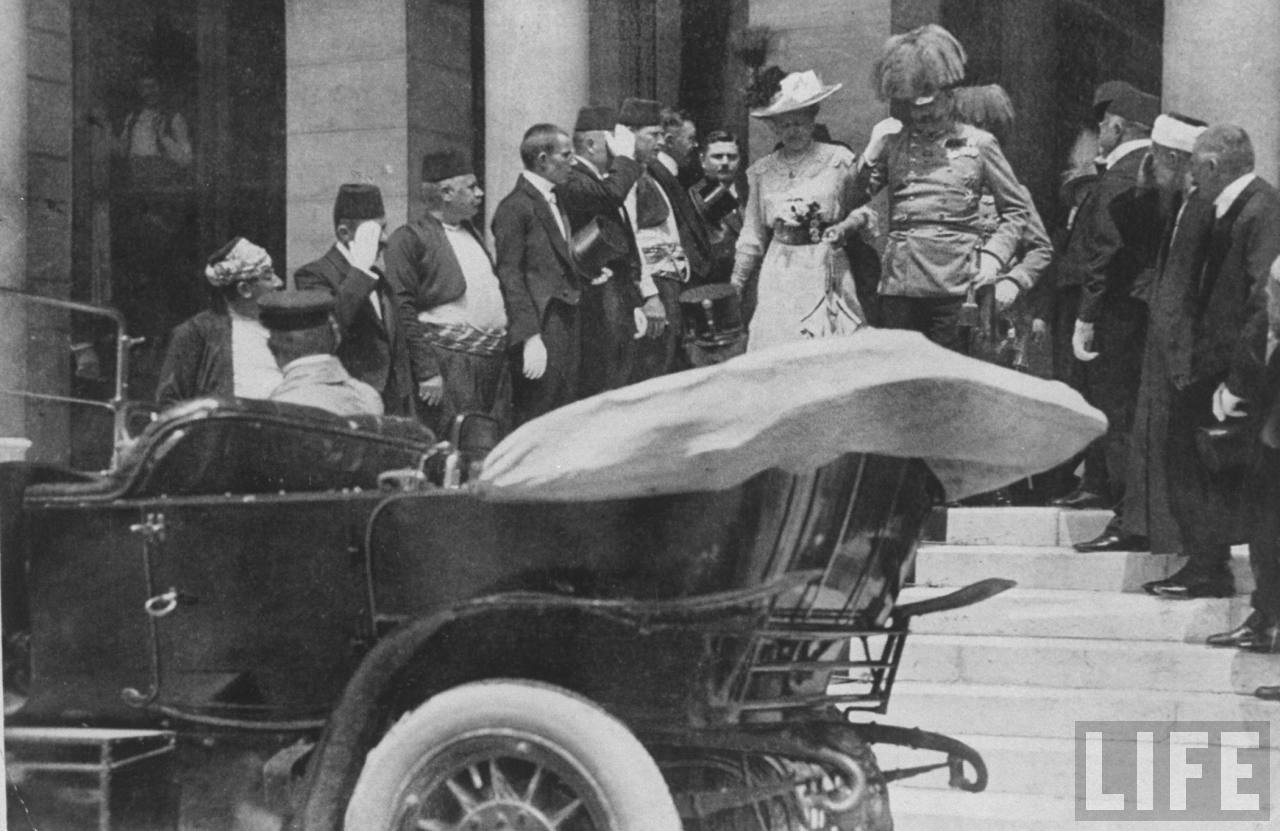
Godzina 10.40. Para opuszcza ratusz 10 minut przed zamachem

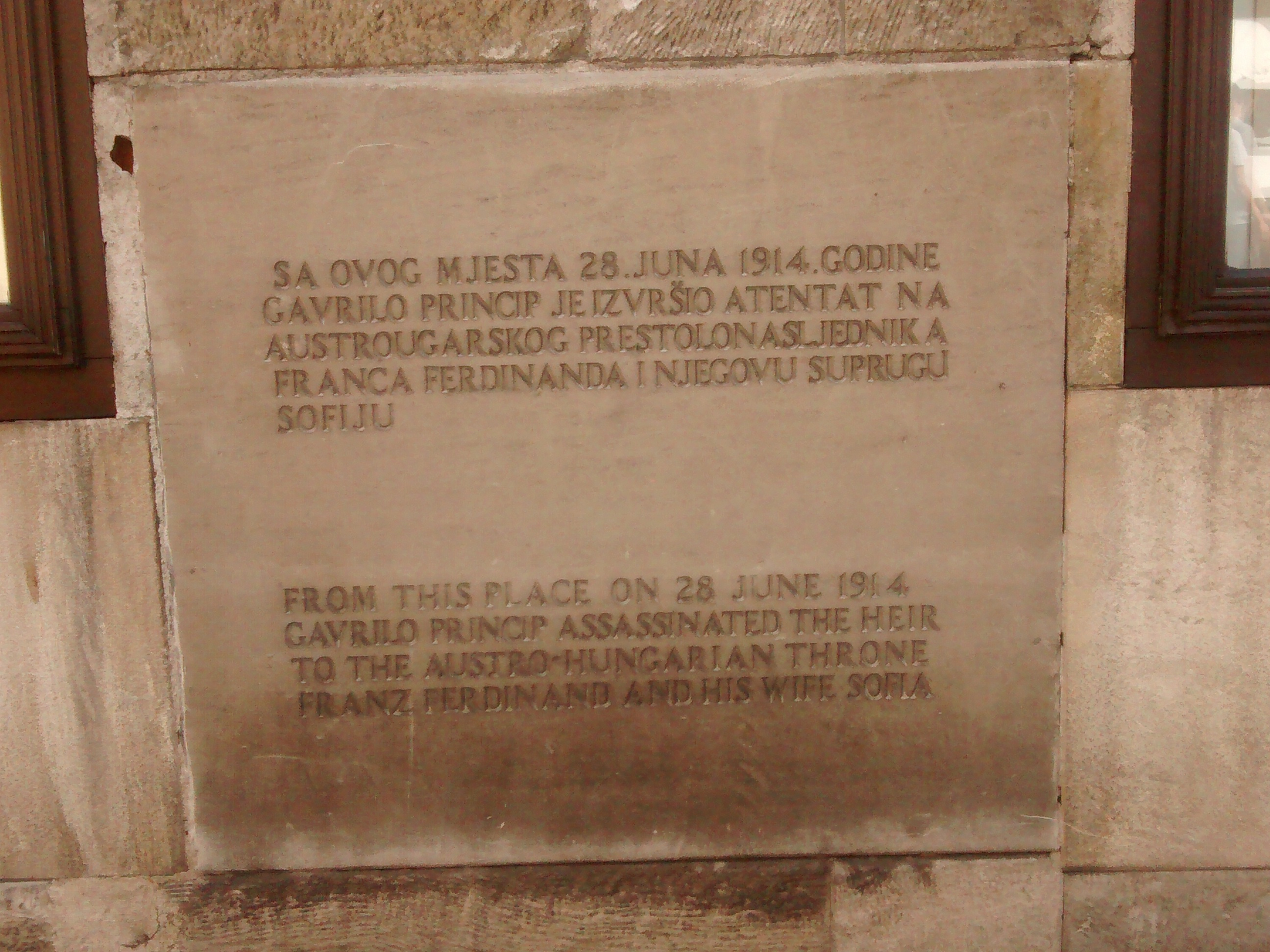
Tablica pamiątkowa w miejscu zamachu

Zamach w Sarajewie – zamach na następcę austro-węgierskiego tronu, arcyksięcia Franciszka Ferdynanda i jego żonę Zofię, księżnę Hohenberg, dokonany 28 czerwca 1914 roku przez bośniackiego Serba Gavrila Principa, członka serbskiej nacjonalistycznej organizacji „Młoda Bośnia”. Princip wraz z pięcioma innymi uczestnikami zamachu powiązany był z serbską tajną organizacją „Zjednoczenie lub śmierć”, popularnie nazywaną „Czarna Ręka”, którą kierował Dragutin Dimitrijević pseudonim „Apis”, szef serbskiego wywiadu wojskowego.
Morderstwo następcy tronu austro-węgierskiego stworzyło napięcie pomiędzy Wiedniem a Belgradem. Austro-Węgry wysunęły ultimatum domagając się usunięcia wrogiej propagandy, a także udziału reprezentantów rządu cesarsko-królewskiego w śledztwie na terenie Serbii. Odrzucenie części żądań przez Serbię doprowadziło do tzw. kryzysu lipcowego, a w konsekwencji do wybuchu I wojny światowej.

## Przygotowania
Przygotowania do zamachu rozpoczęto w marcu 1914 r., gdy prasa zapowiedziała przyjazd Franciszka Ferdynanda do Sarajewa. Ćwiczenia prowadzono w lasach pod Belgradem.
Nedeljko Čabrinović, Gavrilo Princip i Trifko Grabež dotarli do Sarajewa 4 czerwca i zamieszkali u krewnych lub znajomych. Zamachowcy byli wyposażeni w cztery pistolety, sześć bomb domowej roboty i kapsułki z cyjankiem. Koordynacją działań na miejscu zajmował się miejscowy dziennikarz Danilo Ilić, on też zwerbował na miejscu Cvjetka Popovicia i Muhameda Mehmedbašicia.
Zamachowcy zajęli pozycje na liczącej 4 km trasie z dworca kolejowego do ratusza, gdzie na arcyksięcia czekały władze miasta. Obstawili odcinek 300 metrów od Mostu Ćumurija, gdzie czekali Popović i Ilić, do Mostu Cesarskiego. Przy kawiarni Mostar oczekiwali Mehmedbašić i Čubrilović, Čabrinović na wysokości Drewnianego Mostu, Princip przy Moście Łacińskim, a Grabež przy Moście Cesarskim.

## Przebieg wydarzenia

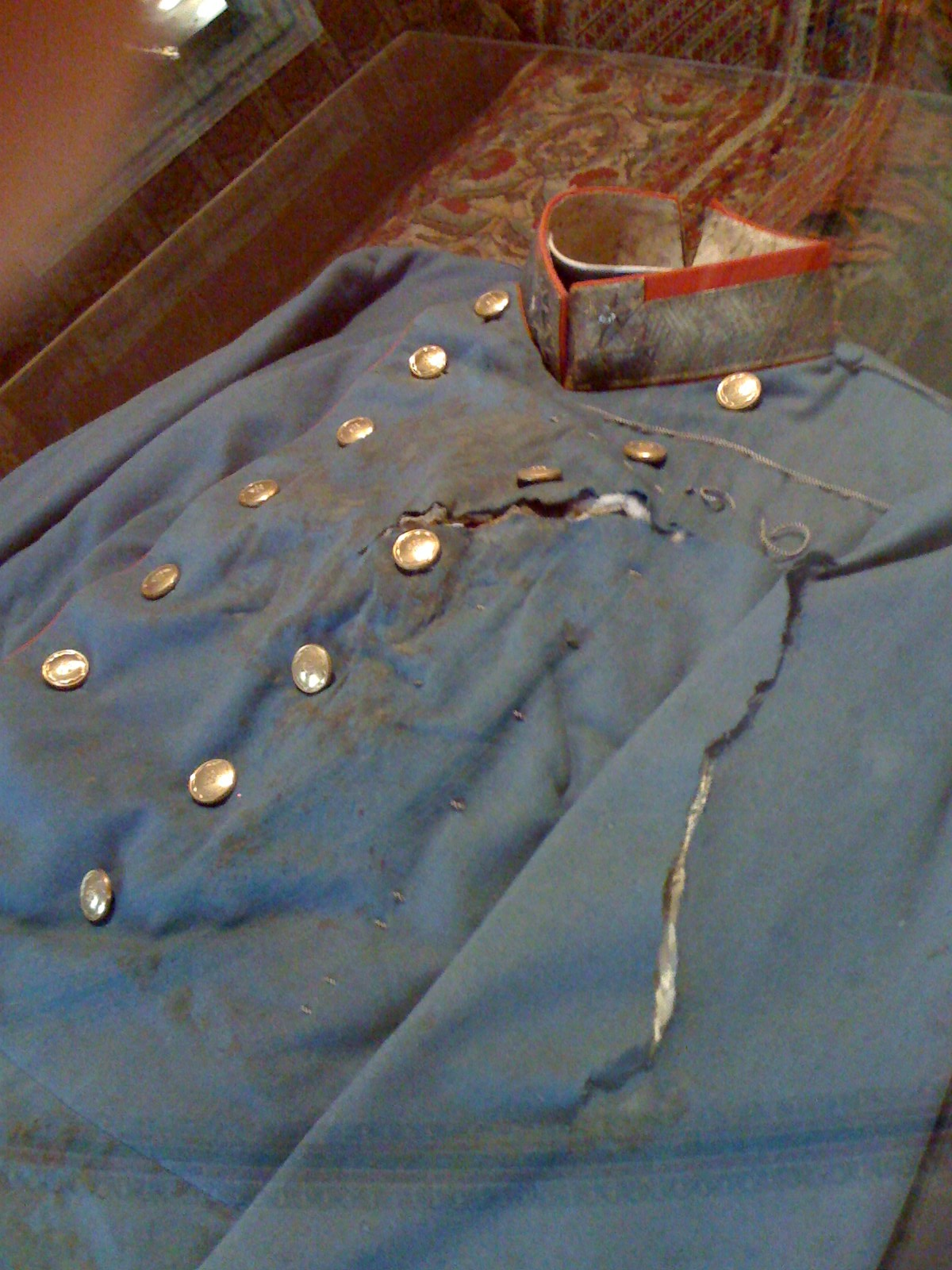
Kurtka munduru, którą arcyksiążę miał na sobie w czasie zamachu.

28 czerwca 1914 roku arcyksiążę Franciszek Ferdynand Habsburg wraz z towarzyszącą mu małżonką Zofią von Chotek obchodzili rocznicę swojego ślubu. Z tej okazji wzięli udział we mszy odprawionej w hotelu „Bosna” w kurorcie Ilidža (godz. 9:00), 10 km na zachód od Sarajewa, do którego wyruszyli pociągiem około godz. 9:42. Do samego Sarajewa para przybyła o godz. 10:07. Na dworcu miejskim czekała kolumna sześciu aut, w tym oliwkowoszara sportowa limuzyna marki Gräf & Stift ze składanym dachem dla wizytującej pary.
W limuzynie wraz z Franciszkiem Ferdynandem i jego żoną jechali także: szofer Leopold Lojka, szef straży przybocznej – hrabia Franz von Harrach oraz wojskowy gubernator Bośni i Hercegowiny – Oskar Potiorek. Trasa przejazdu była publicznie podana do wiadomości kilka dni wcześniej. W trakcie przejazdu pierwszemu z zamachowców, Mehmedbašiciowi, nie udało się rozeznać, w którym aucie siedzi arcyksiążę.
Kolejny ze spiskowców, Vaso Čubrilović, nie odważył się strzelać, widząc w pojeździe Franciszka i jego żonę, a Popović stał zbyt daleko i ze względu na słaby wzrok nie wiedział, w kogo celować.
Pierwsza próba zamachu miała miejsce około godz. 10:26 przy Moście Ćumurija. Čabrinović rzucił w kierunku auta ręczny granat, ale dzięki refleksowi kierowcy limuzyny z arcyksięciem granat odbił się od płóciennego dachu samochodu i eksplodując, zniszczył następny samochód jadący w kolumnie raniąc pasażerów, policjanta i osoby z tłumu – łącznie 17 osób. Stojący w pobliżu Princip nie zaatakował, gdyż jego uwagę przyciągnęło aresztowanie Čabrinovicia, a Grabež był nieprzygotowany na to, że samochód arcyksięcia będzie poruszać się tak szybko. Para książęca przybyła do sarajewskiego ratusza o godzinie 10:30.
Dziesięć minut później Franciszek Ferdynand z żoną opuścił ratusz z zamiarem odwiedzenia rannych w wyniku eksplozji, a ochrona zdecydowała o zmianie trasy przejazdu. Samochód z arcyksięciem, zwalniając na zakręcie na wysokości Mostu Łacińskiego, mijał kolejnego spiskowca, Grabeža, który nie chciał ryzykować postrzału postronnych osób.
W tym miejscu samochód miał skręcić w prawo, a nie jak pierwotnie planowano pojechać prosto, ale kierowca nie dowiedział się o zmianie planów. Po przejechaniu skrzyżowania szofer zatrzymał auto na rozkaz szefa ochrony i zaczął zawracać. Drugi ze znajdujących się przypadkowo przy drugim przejeździe arcyksięcia zamachowiec, Princip, oddał dwa strzały w kierunku pary arcyksiążęcej. Pierwszy strzał trafił Zofię von Chotek w podbrzusze, druga kula przeszyła tchawicę i tętnicę szyjną jej męża. Oboje nie przeżyli (atak Principa około godz. 10:50). Napastnika zauważył detektyw Smail Spahović, który usiłował go obezwładnić, jednak Princip uderzył go pistoletem w głowę. Princip usiłował się zastrzelić, ale broń wytrącił mu detektyw Anto Velić. Następnie bezskutecznie próbował otruć się przygotowaną dawką cyjanku. Tłum chciał go zlinczować, lecz nie dopuściła do tego policja.
Kolumna samochodów ze śmiertelnie postrzeloną parą o godz. 10:55 dotarła do rezydencji (konaku), gdzie urzędował Oskar Potiorek, współpasażer tragicznej jazdy pary arcyksiążęcej. Akt zgonu określił śmierć arcyksięcia Ferdynanda i jego żony na godz. 11:00. Arcyksiążę w chwili śmierci miał 51 lat, jego żona – 46.
Wszyscy zamachowcy zostali aresztowani przez Austriaków, jedynie Mehmedbašiciowi udało się zbiec do Czarnogóry.

## Skutki
Po zamachu Austro-Węgry chciały przeprowadzić śledztwo na terenie Serbii (był to jeden z punktów postawionego Serbii ultimatum), jednak władze Serbii nie udzieliły na to zgody, co stało się pretekstem do wypowiedzenia wojny, nazwanej potem Wielką Wojną albo Wojną Światową (I wojna światowa).
12 października przed sądem stanęło 25 osób, wyrok zapadł 12 dni później.

## Upamiętnienia
Samochód Gräf & Stift, którym jechał w czasie zamachu arcyksiążę oraz mundur, w który był ubrany, można oglądać w Austriackim Muzeum Wojskowym w Wiedniu.